# Josef Schneider (Bischof)

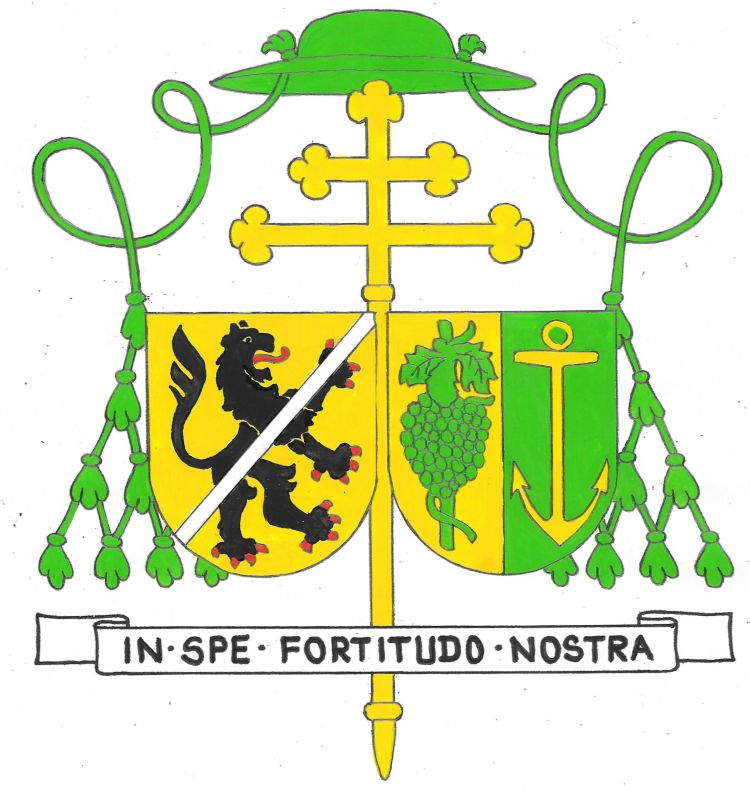
Wappen als Erzbischof von Bamberg

Josef Schneider (* 5. Februar 1906 in Nürnberg; † 18. Januar 1998 in Bamberg) war römisch-katholischer Erzbischof des Erzbistums Bamberg.

## Leben
Josef Schneider besuchte das Collegium Germanicum in Rom und studierte Katholische Theologie und Philosophie. Josef Schneider empfing am 25. Oktober 1931 die Priesterweihe. Er war zunächst als Kaplan tätig. Erzbischof Jacobus von Hauck ermöglichte ihm 1932, zum Doktoratsstudium nach Rom zu gehen, wo er an der Päpstlichen Universität Gregoriana zum Doktor der Philosophie und Theologie promoviert wurde. Nach seiner Wiederkehr war er in der Seelsorge in Bamberg und in Trunstadt tätig. Später war er Subregens am Bamberger Priesterseminar. 1945 wurde er zum Professor für Moral- und Pastoraltheologie an der Philosophisch-Theologischen Hochschule in Bamberg berufen.
Schneider wurde am 16. Mai 1955 von Papst Pius XII. zum Erzbischof von Bamberg bestellt. Die Bischofsweihe spendete ihm der Erzbischof von München und Freising, Joseph Kardinal Wendel, am 13. Juli desselben Jahres. Mitkonsekratoren waren der Bischof von Eichstätt, Joseph Schröffer, und der Bamberger Weihbischof Artur Michael Landgraf. Er war Teilnehmer aller vier Sitzungsperioden des Zweiten Vatikanischen Konzils und wesentlich eingebunden in der Kommission zur Überarbeitung des kirchlichen Gesetzbuches. 1966 richtete er den 81. Deutschen Katholikentag in Bamberg aus. Am 30. Juli 1976 nahm Papst Paul VI. seinen gesundheitsbedingten Rücktritt an.
Schneider war Ehrenbürger der Stadt Bamberg, Ehrensenator der Otto-Friedrich-Universität Bamberg, Träger des Bayerischen Verdienstordens (seit 1959) sowie Inhaber des Großen Verdienstkreuzes der Bundesrepublik Deutschland mit Stern und Schulterband (seit 1960). Er war Mitglied der katholischen Studentenverbindungen KDStV Aenania München im CV und KDStV Fredericia Bamberg im CV sowie bayerischer Provinzprior des Päpstlichen Ritterordens vom Heiligen Grab zu Jerusalem.